# Maeldub
Maeldub (Mael Dub, Maildubh; żył na przełomie VII i VIII wieku) – legendarny irlandzki mnich, założyciel klasztoru w Malmesbury. 
Wśród jego uczniów mieli być m.in. Adhelm - późniejszy opat Malmesbury i biskup diecezji Salisbury oraz Daniel - późniejszy biskup Winchesteru i informator Bedy Czcigodnego.